# Belistye
Belistye (horvátul: Belišće) város és község Horvátországban, Eszék-Baranya megyében. Korábban jelentős magyar lakossággal rendelkezett.

## Fekvése
Eszéktől légvonalban 25, közúton 32 km-re északnyugatra, Valpótól 2 km-re északra, a Szlavóniai-síkság északnyugati szélén, a Dráva folyó jobb és a Karasica bal partján fekszik. Nyugaton a szlavóniai Podravina régióval határos, északon Dél-Baranyától a Dráva folyó választja el, míg délnyugatról északkeletre húzódó határa Valpó városával közös. Kedvező a közúti összeköttetése a megyeszékhellyel és Magyarországgal is. Déli határában halad át az Eszéket Szalatnokkal összekötő főút és 2001 óta a Dráván átvezető híd megépítésével Pélmonostor városa és a magyar határ felé is van közúti összeköttetése. Bizovacon keresztül vasúttal csatlakozik az Eszék-Zágráb vasútvonalhoz.

## A község települései
Belistye város közigazgatási körzete összesen 9 településből áll:
- Belistye (Belišće), 6518 lakos
- Besztrenc[2] vagy Beszter (Bistrinci), 1598 lakos
- Bocanjevci, 457 lakos
- Gát (Gat), 705 lakos
- Gorica Valpovačka, 165 lakos
- Kitisance (Kitišanci), 150 lakos
- Tiborjánc (Tiborjanci), 291 lakos
- Veliskovce (Veliškovci), 685 lakos
- Vinogradce (Vinogradci), 256 lakos

## Története
Belistye vidékén az emberi élet és tevékenység legkorábbi nyomai az őskorig, az i. e. 6. és 3. évezred közötti időig nyúlnak vissza. Területén a korai kőkorszakból, a kőrézkorból (a Staro Valpovo régészeti lelőhely), valamint a bronz- és vaskorból (Belišće I. és Zagajci I. lelőhelyek) származó települések maradványait találták meg. A régió legrégebbi ismert lakói a pannon és a kelta törzsek voltak, akik az i. e. 1000 és az 1. század eleje közötti időben éltek itt. Ezt követően a rómaiak, a gótok, a gepidák, a longobardok, az avarok, a frankok és a bolgárok telepedtek meg átmeneti időre. A szlávok betelepülését a Belišće – Zagajci II. régészeti lelőhely leletei alapján a 7. század második fele és a 8. század eleje közötti időre teszik.
Belistyét 1884-ben alapították a zsidó származású nagykanizsai nagykereskedő és gyártulajdonos Gutmann Salamon fafeldolgozó üzemének dolgozói számára. Gutmann 1884-ben nyitotta meg itteni nagy fűrésztelepét, ahol a valpói uradalom akkori birtokosától, a Prandau családtól tíz évi használatra vásárolt 41 ezer holdnyi őstölgyes kitermelésével nyert faanyagot dolgozta fel. Később, a 19. század végén és a 20. század elején parkettát, csersavat, fadesztillációs termékeket és hordókat gyártó üzemet létesített, melyhez ipari vasutat is építtetett. Idővel a fűrésztelepek és gyárak munkásai telepedtek le ide, és lassan kifejlődtek Belistye Mitrovica, Pekmez utca és Bijela kuća néven ismert részei. Az első felépült lakóház a Velika kuća (Nagy ház, a Belišće d. d. – dioničko društvo: részvénytársaság – későbbi székháza) volt, majd 1905-ben felépült a Gutmann-palota, mely az egyik legnagyobb építészeti alkotás volt Horvátországnak ezen részén. A telephez postahivatal, iskola, kápolna épült, majd kiépült a teljes infrastruktúra, az elektromos-, a víz- és csatornahálózattal. 1907–1908-ban felépültek a település jellegzetes házai (az ún. Pekmezica, Pet zvijezda, Zelene kuće és Mitrovica), valamint a tisztviselői ház. Az első lakók a Valpovština és Miholjština környező falvaiból, valamint Likából érkeztek. A képzett munkaerőt németek, csehek és magyarok alkották. A településnek 1910-ben 1566 lakosa volt. Verőce vármegye Eszéki járásához tartozott. Az 1910-es népszámlálás adatai szerint lakosságának 36%-a magyar, 29%-a német, 25%-a horvát, 6%-a szerb, 2%-a cseh anyanyelvű volt. Az első világháborúig (1914) a fűrésztelep hatalmas profitot hozott.
A háború alatt az üzleti élet stagnált a gazdaság államnak való alárendeltsége miatt, majd 1918-ban a cég központja Budapestről Belistyére költözött és részvénytársasággá vált, amelynek többségi tulajdonosa a Gutmann család volt. A település az első világháború után az új szerb-horvát-szlovén állam, majd később (1929-ben) Jugoszlávia része lett. A trianoni békeszerződést követően addig jelentős magyar lakossága a délszláv állam intoleráns nemzetiségpolitikájának következtében fokozatosan felmorzsolódott. (Ma már csak szórvány.) A szerbek betelepülése következtében változott a lakosság összetétele is. A háborúközi időszakban (1918–1939) a technológia elavulása miatt a termelés és az értékesítés stagnált. A gyár kénytelen volt termelését az igényeknek megfelelően átalakítani és modernizálni. Ekkor vált a horvát faipar egyik vezető gyárává. 1927-ben Belistye önálló önkormányzati státuszt kapott, amely 1955-ig megmaradt.
1945 a szocialista Jugoszlávia megalakulása után (abban az időben a gyár megvédte magát a megsemmisítés és a boszniai áthelyezés kísérleteivel szemben) Jugoszlávia más részeiről bosznia-hercegovinaiak, dalmátok és horvátok érkeztek erre a területre. A második világháború után a gyárépületek továbbra is működtek, de állami tulajdonban voltak. Az 1960-as év döntő jelentőségű év a gyár további fejlődésében – akkor helyezték üzembe a cellulóz-, papír- és hullámkartongyárakat (egyúttal a parketta, csersav, hordók és fadesztillációs termékek gyártására szolgáló gyárakat bezárták) – és így a cellulóz és a délkelet-európai papírgyártás egyik vezető központjává váltak. A Belistye és Bizovac közötti normál nyomtávú vágányt 1970-ben építették és helyezték üzembe.
1991-ben lakosságának 85%-a horvát, 5%-a szerb, 4%-a jugoszláv nemzetiségű volt. A délszláv háború idején a város jelentős károkat szenvedett a jugoszláv hadsereg és a Dél-Baranyát megszálló szerb félkatonai erők ágyúzása következtében. 2011-ben 6518 lakosa volt.

## Lakossága
| Lakosság változása | Lakosság változása | Lakosság változása | Lakosság változása | Lakosság változása | Lakosság változása | Lakosság változása | Lakosság változása | Lakosság változása | Lakosság változása | Lakosság változása | Lakosság változása | Lakosság változása | Lakosság változása | Lakosság változása | Lakosság változása |
| ------------------ | ------------------ | ------------------ | ------------------ | ------------------ | ------------------ | ------------------ | ------------------ | ------------------ | ------------------ | ------------------ | ------------------ | ------------------ | ------------------ | ------------------ | ------------------ |
| 1857               | 1869               | 1880               | 1890               | 1900               | 1910               | 1921               | 1931               | 1948               | 1953               | 1961               | 1971               | 1981               | 1991               | 2001               | 2011               |
| 0                  | 0                  | 8                  | 1.044              | 1.467              | 1.566              | 1.962              | 2.535              | 3.147              | 3.614              | 4.620              | 6.055              | 6.780              | 7.619              | 7.197              | 6.518              |

- 1910-ben 1566 lakosa volt, közülük 561 magyar (36,0%), 458 német (29,4%), 393 horvát (25,2%) és 92 szerb (5,9%) volt
- 1991-ben 7619 lakosából 6454 (84,7%) horvátnak, 416 szerbnek (5,5%) és mindössze 45 magyarnak (0,6%) vallotta magát
- 2011-ben a városnak 6518, a községnek összesen 10825 lakosa volt.

A 2011. évi népszámlálás kellő betekintést nyújt a demográfiai folyamatokba. Ebből már előre következtethetünk arra, hogy a várható halálozási arány magasabb lesz, mint a születési arány és hogy a város lassan „haldoklik”. Noha a város túlnyomórészt ma is ipari város, biztos jövőjéhez szükséges a többi gazdasági terület fejlesztése.

## Gazdaság
- A város vezető vállalata a Belišće d.d. ma az ország legnagyobb csomagolópapír és hullámkarton csomagolóanyag gyártója, és Európa délkeleti részének egyik vezető vállalata, termelésének több mint a felét exportálja a világpiacra. A vállalat ma az angol DS Smith, az egyik vezető európai csomagolóvállalata keretében működik, amely megvásárolta a céget. A DS Smith a világ 34 országában működik, éves forgalmával meghaladja az 5 millió eurót. Ez a vállalat fontos szerepet játszik az egész régió fejlődésében és sok alkalmazott számára a szociális biztonság fontos tényezője.
- 1998 óta működik a német Harburg-Freudenberger vállalat itteni üzeme. A cég székhelye Hamburgban található. Ez a vállalat az egyik vezető hidraulikus préselésű gumiabroncsgyártó. Érdemes megemlíteni, hogy a világhírű gumiabroncsok, például a Goodyear, a Pirelli, a Continental, a Michelin stb. is a belistyei üzemben készülnek. A gumiabroncsgyártó gépek mellett a HF Belišće 2013 óta gyárt élelmezési célú olajpréseket. Belistye környékén sok kis- és középvállalkozás működik együtt a HF-fel, amely a város gazdasági fellendülésének előmozdítói közé tartozik.
- Az 1994-ben alapított Kombel d.o.o. – Kft. – a város kommunális szolgáltató vállalata. Feladatai közé tartozik a tisztaság fenntartása, települési hulladék ártalmatlanítása, a közterületek karbantartása, a kiskereskedelmi piacok, a temető karbantartása, temetési szolgáltatások végzése, az úszómedence és a közvilágítás karbantartása.
- A Belišće bevásárlóközpont 1680 m² összterületű létesítmény, körülbelül harminc üzlethelyiséggel, többek között hentesbolt, virágbolt, kávézók, bank, biztosítás, nyomtatás, lottó, bukmékerek és egyéb kisebb szolgáltatások. A központ építése mintegy egymilló kunába került és 2005-ben nyitották meg. Felváltotta a korábbi piacot, amely a mostani parkoló helyén állt.
- A városban két kisvállalkozói üzleti övezet található, amelyen megtalálhatók Horvátország egész területének olyan kis- és középvállalkozói, akik úgy döntöttek, hogy tevékenységüket erre a területre is kiterjesztik: A Belišće gazdasági övezet (a Karašica folyó mentén) és az északi gazdasági övezet (az egykori kombinát helyiségei).
- A kis családi birtokokon általában gyengén fejlett mezőgazdasági tevékenységet folytatnak.

## Nevezetességei
- A település első, Miasszonyunknak szentelt római katolikus kápolnáját 1891-ben építették fel a belistyei temetőben. Ez szolgált az istentiszteletek céljára 1966-ig, amikor Belistye városa önálló plébániát kapott és megkezdődött a Szent József plébániatemplom építése. Az építés 1970-ben fejeződött be. Korábban a település a valpói plébánia része volt. A templom fő oltárát a feltámadt Jézus szobra, mely Josip Poljan akadémiai szobrászművész alkotása, és Zdenko Krulic helyi festő Szent Ferencet és Szent Klárát ábrázoló művei díszítik. A Munkás Szent József szobra Lojzika Ulman akadémiai szobrászművész munkája. A mellékoltárokon a Lourdes-i Szűzanya és Szent Antal egyszerű szobrai vannak. A templom 1996. évi szentelésének alkalmával kapta ajándékba a Kis Jézust karjában tartó Szent József szobrát a Krk szigetén álló glavotoki Szűz Mária kolostortól. A templomban található kisebb méretű orgona Münchenben készült. A templom mellett található a ferences harmadrendi kolostor. A templom búcsúünnepe egyben a város ünnepnapja Szent József ünnepén, május 1-jén van.
- A város központjában még mindig megtalálhatók az ipari építészet történelmi emlékei: a Pekmez utca régi lakóházai, a gyár munkásai számára épített nagyobb lakóépületek (Nagy ház, Fehér Ház – mai mozi).
- A város központjában található az 1905-ben épített nagy Guttman-palota. Építtetője Guttmann Ödön, tervezője Ernst von Gotthielf volt. Bár az épület lakás céljára épült, soha nem használták erre a célra, hanem a vállalat igazgatási épülete volt. A Gutmann-palota monumentális, szabadon álló, négyszög alaprajzú, egyemeletes épület. Homlokzata historikus stílusjegyekkel rendelkezik, a belső teret pedig a szecesszió szellemében tervezték. Sajnos a délszláv háborúban egy Baranyából kilőtt gyújtógránáttól súlyosan megsérült, de azóta felújították.[7]
- A Gutmann-palota mellett található a Gatter emlékmű – az ősi Gutmann-fűrésztelep első gatterének a helyén.
- 1948-ban a Gutmann-palota előtt emlékművet állítottak fel a második világháborúban elesett katonák és a fasizmus áldozatai számára.
- A Belišće d.d. gondozásában üzemel a korábbi keskeny nyomtávú vasút emlékvonata egy Münchenben gyártott 1913-as mozdonnyal. Létesítése óta többször is restaurálták és a pusztulástól megmentettek egy mozdonyt, egy kiszolgálóvagont, egy személyvagont, valamint egy zárt és a két nyitott tehervagont.
- A Belvárosi szökőkút 1976-ban épült a város központjában.
- A Honvédő háború önkénteseinek parkját a belvárosban a „Találkozás” című bronzszobor díszíti.
- A postahivatal közelében a parkban található a „Belistye háborús könyv” című köztéri alkotás, mely emlékeztet a város pusztításának és kitartásának éveire.
- A Baranyai 107. dandár-hídján túl az út jobb oldalán található a „Halottaskönyv” emlékmű, mely a 107. dandár elesett harcosainak állít emléket.
- A Belišće Múzeumot 1975-ben nyitották meg. A múzeumban a város történetét feldolgozó kiállítás látható a fűrésztelep alapításától napjainkig. Kiállítási tematikája jelentősen eltér a többi szlavóniai múzeumtól. A Gutmann-palota hátsó részén az alagsorban galéria található, amelyben helyi amatőr festők, valamint az Ivan Kukuljevic Általános Iskola tanulóinak kiállítása tekinthető meg. A galéria a múzeum gondozásában áll.
- A város egyik legnevezetesebb építménye az 1978-ban épített olimpiai medence, ahol a nyári hónapokban vizes játékok kerülnek megrendezésre, melyre az egész országból érkeznek a résztvevők.
- Az SPŽ (Szlavón-Drávamenti Vasúti Társaság) volt igazgatóságának épületét 1907-ben építették Henrik Herz mérnök, a vasút egykori igazgatójának terve alapján. Az igazgatóság épületében az SPŽ irodái és két lakása volt. A lakó és irodai részeket külön bejáratok választják el egymástól. A téglalap alaprajzú kétszintes házat a lépcsőház félig ovális építménye osztja ketté.[8]
- A „zöld vasúti házakat” 1911-ben építették a vasutasok elhelyezésére. Négy különálló, téglalap alaprajzú, kétszintes épület helyezkedik el egymás után, hosszanti homlokzata párhuzamos az utcával és az egykori vasúttal. Tipikus, fugázott téglából épített ipari épültek összeillő homlokzatokkal. Jellegzetességei az emeleti tornácok, melyek mind a négy homlokzatot körülölelik, valamint az atipikusan sekély nyeregtetők.[9]
- A hengermalmot 1921-ben építették nagy mennyiségű gabona őrléséhez, amely a Belišće d.d. cég alkalmazottai és a munkástelep lakossága számára a kenyér előállításához volt szükséges. Ez a szabadon álló, téglalap alakú alaprajzú, egyemeletes épület téglából és folyami kavicsból épült, amely egyedülállóvá teszi Belistye építményei között. A malmot nyeregtető és hódfarkú cserép borítja.[10]
- Ipari műemlék az egykori, 1884-ban alapított SH Gutmann fafeldolgozó vállalat épületegyüttesének maradványai. A csersav és fadesztilláló üzem épületei a legrégebbi ipari épületek közé tartoznak Szlavóniában. Az épületegyüttes máig megőrizte eredetiségét, amelyet a technológiai korszerűsítés nem zavart meg. A még mindig folyó termelés ellenére ezek az épületek mai is jelentős kulturális, történelmi és építészeti értékkel bírnak.[11]

## Kultúra
- A Tomislav utcában található az amatőr színház, amely 1957-től működik. Belistye városának kulturális életében különleges és letörölhetetlen nyomot hagyott Ivan Nikolnikov-Vanja, akinek vezetése alatt 1919-ben az első amatőr színházat megszervezték és megkezdődött a belistyei amatőr színjátszás korszaka. A kulturális életet tovább ösztönözte Dragutin Merc-Nunoš 1949-ben a „Lazo Radojević-Putnik” munkás kulturális és művészeti egyesület megalapításával, amely zenei-, folklór-, tánc- és színházi programokat szervezett. 1957-ben a RKUD Lazo Radojevic-Putnik egyesület színtársulata amatőr színházzá nőtte ki magát, amely a mai napig működik. Manapság Belišće városában a legtöbb kulturális tevékenységet a Kulturális Központon keresztül szervezik, amelyet Silvija Kifer vezet, aki hosszú ideje aktív résztvevője és megálmodója számos kulturális eseménynek.
- 1970 óta minden évben megrendezik a híres Romberg-estéket (Sigmund Romberg híres horvát származású belga zenész és zeneszerző volt, aki életének nagy részét Amerikában töltötte, szülővárosának Belistyének pedig indulót komponált) és egyéb kulturális eseményeket. Az ő nevét viseli ma a város kultúrközpontja.
- A fent említett Romberg zenei estek mellett Dragutin Merc-Nunoš és Ivan Nikolnikova-Vanja emlékére, valamint Antun Lulić, az egyesület egykori zenei vezetője emlékére is rendeznek kulturális eseményeket. Antun Lulić 30 évig játszott aktív szerepet Belistye és az egész Valpovština régió zenei életében. 1990-es halálának tizedik évfordulóján 2000-ben az amatőr színház tiszteletére programot, külön előadást rendezett.
- A városi könyvtár és olvasóterem a Tomislav utcában, az új közhivatali épületben található. Az állomány jelenleg több mint 21 000 kötetet tartalmaz.
- A belistyei városi múzeum első kiállítását 1975. április 13-án nyitották meg a mai múzeum épületében a város alapításának 90 éves évfordulója alkalmából. A kiállítás Belistye iparának fejlődéséről, a település és a társadalmi élet fejlődéséről szólt. Ezzel egyidejűleg állították fel az emlékvonatot a volt vasútállomáson (a mai autóbusz-állomáson). Működésének első éveiben a múzeum szorosan kapcsolódott a helyi régiségbarátok társaságához, amely a Belišće Kombinát támogatásával nyitotta meg a múzeumot. A kiállítás anyagát a társaság tagjai gyűjtötték és az épületről is ők gondoskodtak. 1980-ban a kiállítást kibővítették, 1982-ben pedig a múzeum a helyi kulturális egyesület igazgatása alá került. A délszláv háború idején az épületet több találat is érte, az emlékvonatot pedig a volt vasútállomásról 1993-ban a Belišća d.d. biztonságosabb területére kellett menekíteni. Az 1970-es és 1980-as években a múzeum több múzeumi évkönyvet tett közzé, amelyekben cikkeket írtak a város történelméről, valamint a múzeum tevékenységeiről. A háború miatti többéves szünetelést újabb évkönyv kiadása követte az új évezred elején.

## Oktatás
- A település első oktatási intézménye az 1886-ban megnyitott iskolai tanterem volt, majd 1890-ben új iskolaépületet építettek (a mai Ifjúsági Központ). A mai Ivan Kukuljevic Általános Iskolába több mint 1000 tanuló jár és ezzel a számmal az egyik legnagyobb ilyen intézmény a Horvát Köztársaságban, a tanulók száma azonban sajnos évről évre csökken. Területi iskolái működnek Veliskovce és Vinogradce településeken.
- A Pitypang Óvoda 1942-ben kezdte meg működését, ma mintegy 200 gyermekre felügyel.

## Sport
Belistye sportváros, 16 működő sportággal és több mint 1000 regisztrált sportolóval. Az érmek és díjak gyűjteményében szinte minden nagy európai és világverseny trófeái (beleértve az olimpiai játékokat és világbajnokságokat) megtalálhatók. A város hírnevét az egész világon elterjesztették a kajakozók, kenusok, bowlingosok, sporthorgászok.
A város 800 férőhelyes sportcsarnoka kedvező feltételeket nyújt a beltéri sportok fejlődéséhez. Különleges látványosság a 9 méter magas mesterséges sziklafal, amely Horvátországban a legjobb minőségű edzési lehetőségeket nyújtja a kezdő és haladó hegymászóknak. A sport- és rekreációs központban számos szabadtéri sportpálya található a foci, a kosárlabda, a kézilabda, a tenisz, a strandröplabda és a bowling számára.
Jelentősebb sportklubok:
- KK Belišće kajak-kenu klub
- KK Belišće kosárlabdaklub
- ŽRK Belišće női kézilabdaklub
- BK Belišće bocsaklub
- NK Belišće labdarúgóklub
- OK Belišće röplabdaklub
- JK Belišće dzsúdóklub
- KK "Belišće" és "Željezničar" tekeklubok

## Egyesületek
A város önkéntes tűzoltó egyesületét fűrésztelep felállításával egyidejűleg 1884. november 27-én alapították.

## Híres emberek
- Itt született 1953. november 22-én Matija Ljubek kétszeres olimpiai bajnok horvát kenus.